# Saltö, Karlskrona

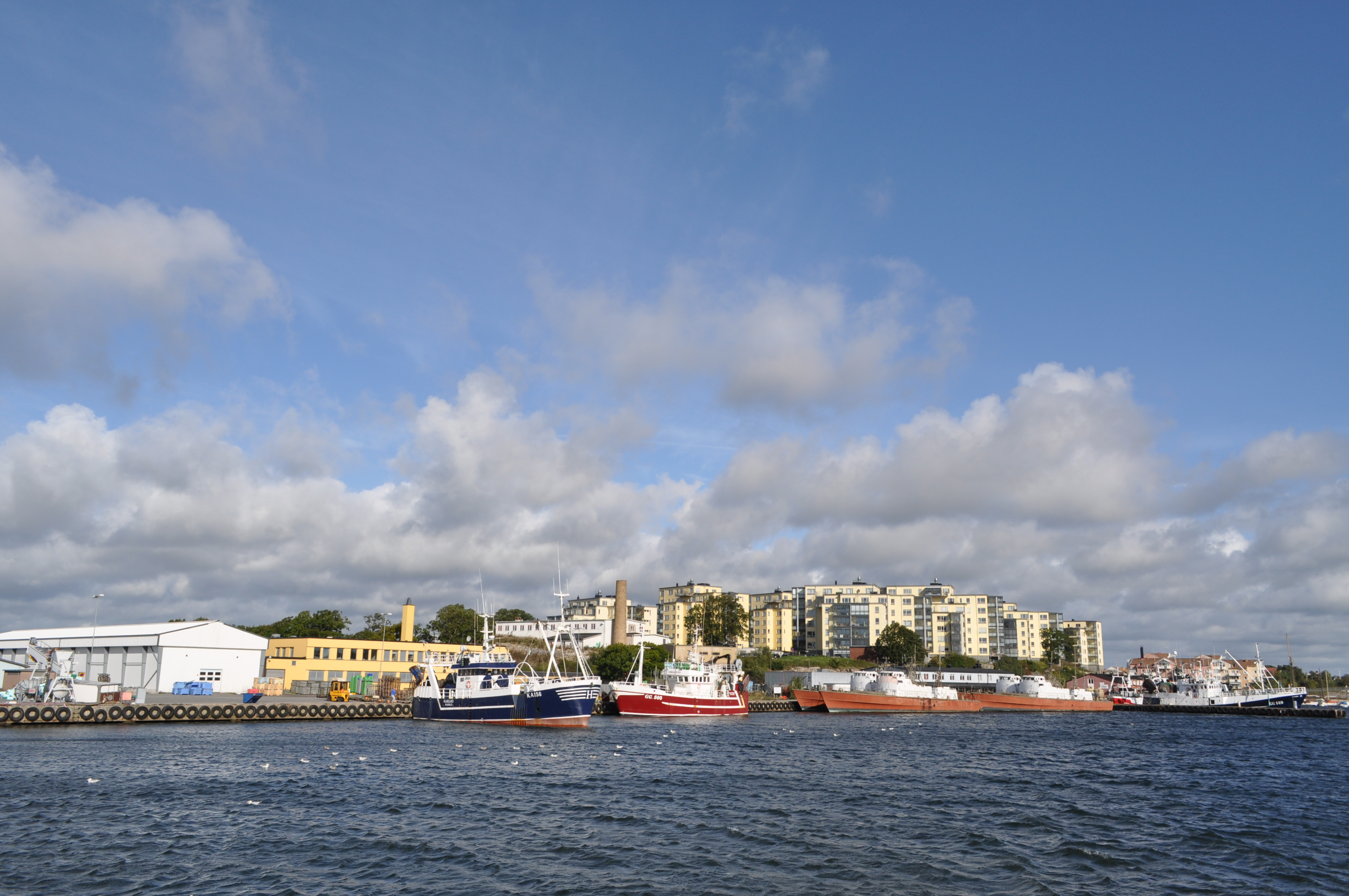
Saltö med fiskhamnen.

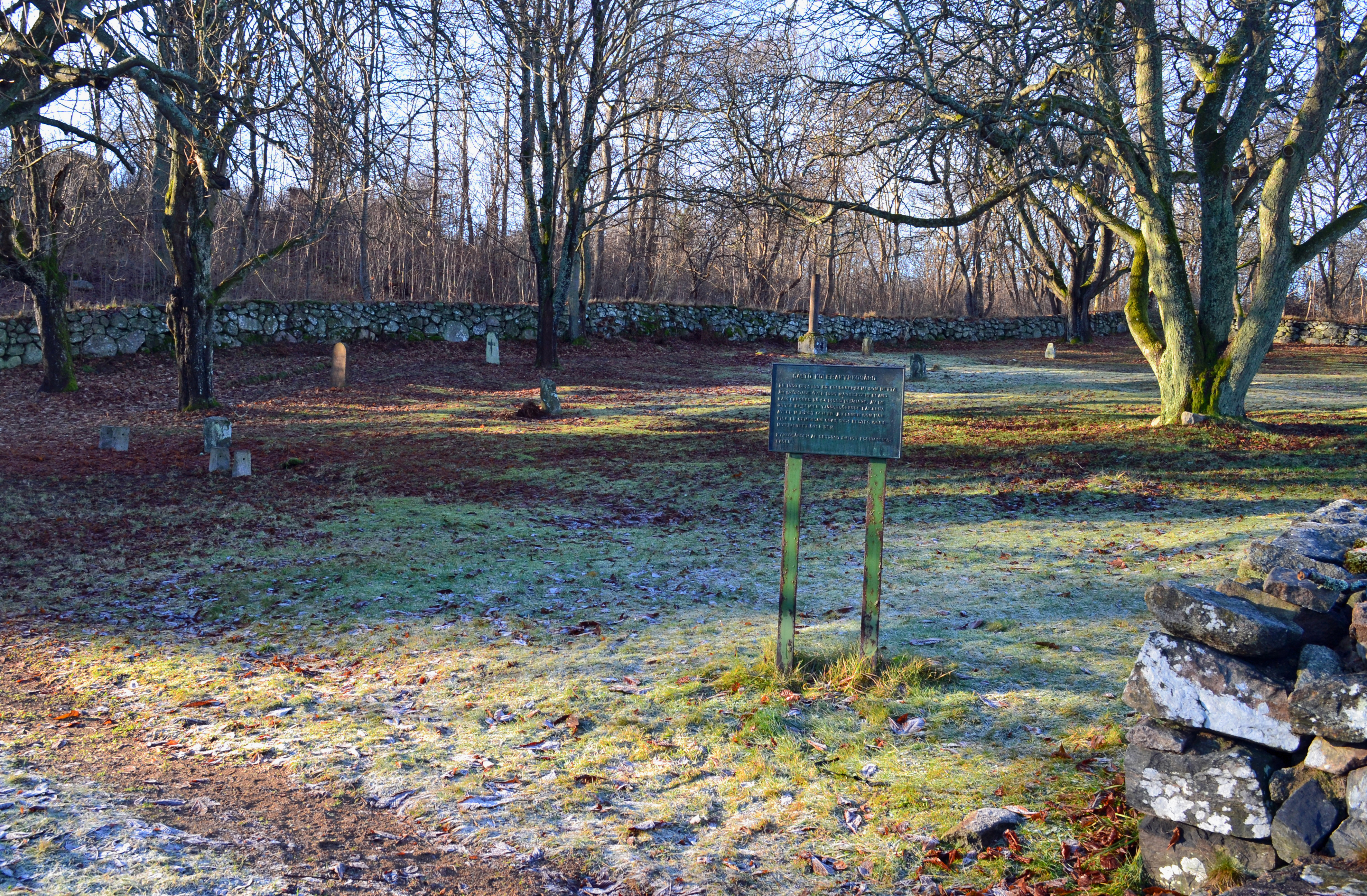
Kolerakyrkogården på Saltö.

För ön i TV-serien Skärgårdsdoktorn, se Saltö (fiktiv ö). För TV-serien med liknande namn, se Saltön.
Saltö är en ö och stadsdel i Karlskrona med anslutning till Dragsö. På ön finns en fiskehamn som tidigare hade två stycken båttillbehörsaffärer i anslutning men nu har här uppförts ett antal höghus.
Det finns även en kolerakyrkogård som ligger strax intill Saltö båtvarv.
Bebyggelsen uppfördes i början av 1920-talet som mestadels består av en och flerfamiljshus. Ön fick broförbindelse på början av 1920-talet med den centrala ön Trossö i Karlskrona.
Under åren före 2010  har ett flertal nya bostadsrätter uppförts av Saltöhem på fryshusets gamla tomt. 